# Палата поэтов
«Палата поэтов» — литературная группа русских эмигрантов в Париже, существовавшая во второй половине 1921 года.
Все её участники одновременно входили в группу «Гатарапак», но в отличие от последней «Палата» имела чёткую иерархию: во главе стоял председатель, Валентин Парнах, ещё четверо составляли «актив» — Сергей Шаршун, Марк Талов, Александр Гингер, Георгий Евангулов. Только пятеро членов-основателей выступали с чтением своих стихов (иногда к ним присоединялся Михаил Струве), остальные же допускались лишь в качестве слушателей. Бориса Поплавского, пожелавшего также вступить в группу, туда не приняли. Согласно воспоминаниям Довида Кнута, название группе дал Евангулов. Марк Талов в воспоминаниях приписывает эту честь себе. Кроме того, он упоминает седьмого участника группы — Б. Божнева.
Собрания проходили по воскресеньям (иногда через две недели) в кафе «Хамелеон» на Монпарнасе. Первый вечер «Палаты поэтов» состоялся 7 августа 1921, последний (17-й) — 5 января 1922. В конце января руководитель группы Парнах уехал в Берлин, в феврале или марте за ним последовал Талов, а в мае Шаршун.
Многие вечера были тематическими, в том числе памяти Блока, Гумилёва, посвящённые Чарли Чаплину, чтению неизданных стихов из Советской России. Прошли авторские вечера Парнаха, Евангулова, Талова, Шаршуна. Последний окончился скандалом между пришедшими на вечер дадаистами и публикой, состоявшей из русских эмигрантов.

## Издания
Поэтические сборники всех пятерых вышли в издательстве «Франко-русская печать»:
- Евангулов Г. Белый духан, 1921
- Шаршун С. Foule immobile, 1921
- Гингер А. Свора верных, 1922
- Парнах В. Карабкается акробат, 1922 (с иллюстрациями Пабло Пикассо, Натальи Гончаровой, Ладо Гудиашвили)
- Талов М. Двойное бытие, 1922

Книги Гингера и Евангулова вышли под маркой «Палаты поэтов».